# Blanzaguet-Saint-Cybard

Blanzaguet-Saint-Cybard este o comună în departamentul Charente, Franța. În 1 ianuarie 2022 avea o populație de 273 de locuitori.